# Louise Brooks

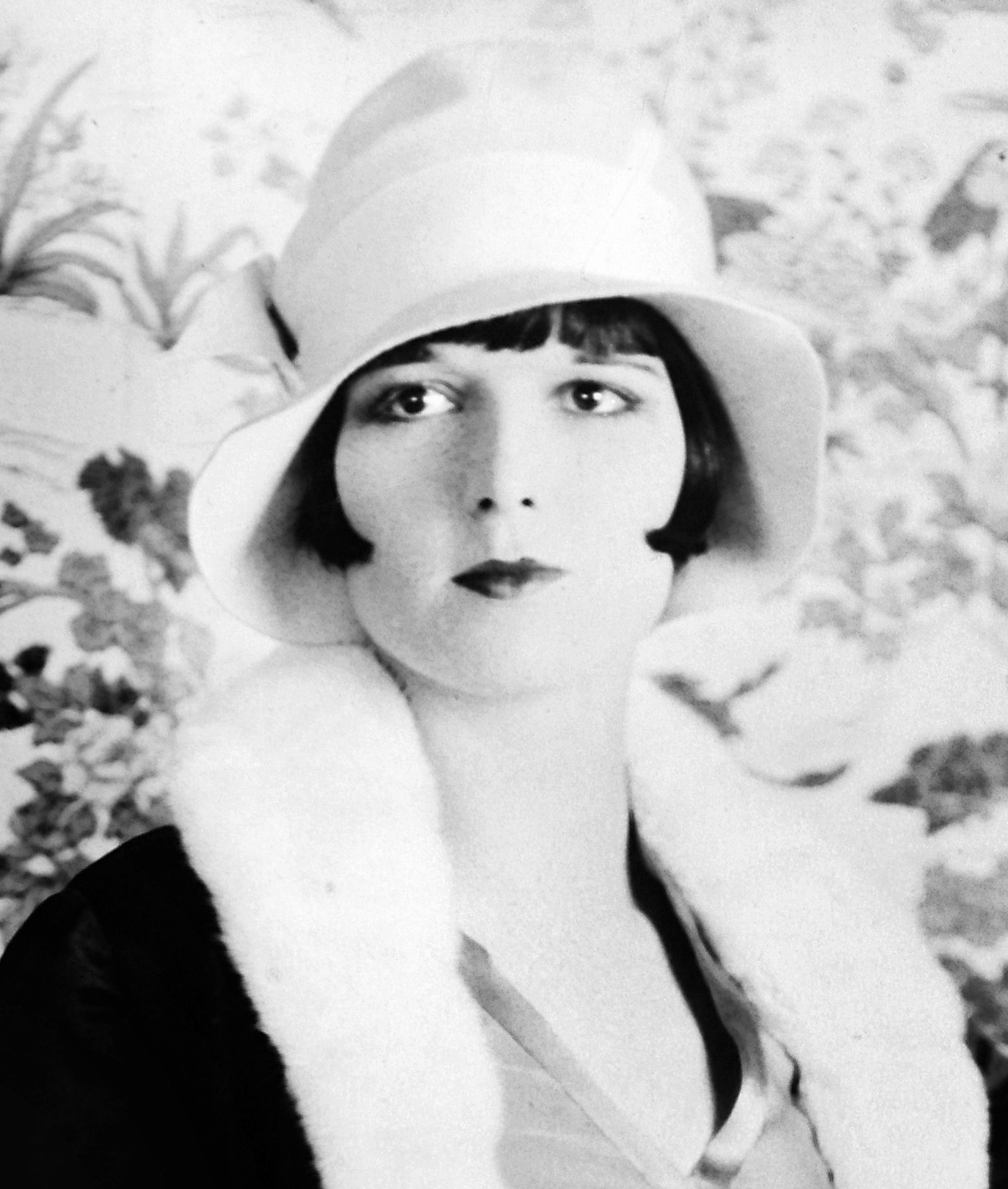
Louise Brooks (circa 1929)

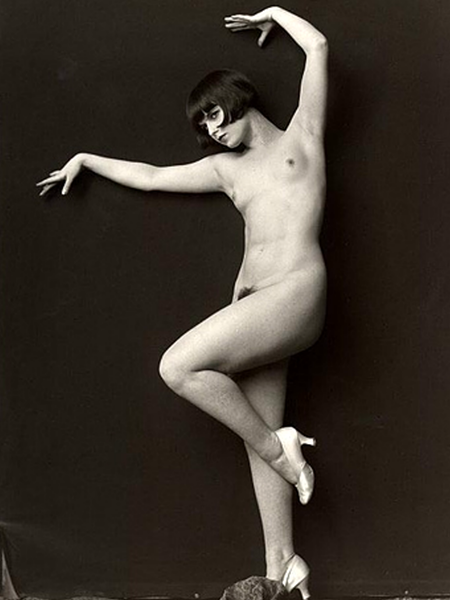
Louise Brooks (1928)

Mary Louise Brooks (* 14. November 1906 in Cherryvale, Kansas; † 8. August 1985 in Rochester, New York) war eine US-amerikanische Filmschauspielerin. Bekannt wurde sie vor allem in Stummfilmen, in denen sie visuell auch durch ihren Bubikopf auffiel.

## Biografie
Brooks war das jüngste Mitglied der Denishawn Dancers, sie schloss sich mit gerade einmal 15 Jahren der Truppe an und reiste nach New York City, um eine Tanzkarriere zu verfolgen. Nach ihrem Engagement als Tänzerin bei der Broadway-Produktion Ziegfeld Follies in New York erhielt Brooks einen Vertrag bei Paramount über fünf Jahre. Ihr Leinwanddebüt gab sie 1925 und sie avancierte anschließend in zahlreichen Komödien als „Flapper“ zum Stummfilmstar. Einen ihrer größten Erfolge hatte Brooks 1928 mit der Komödie In jedem Hafen eine Braut (A Girl in Every Port) unter der Regie von Howard Hawks, obwohl ihre Rolle darin klein war. In diesem Film
wurde sie von Georg Wilhelm Pabst entdeckt, der sie auf dem Höhepunkt ihrer US-Karriere (Beggars of Life wurde gerade Brooks’ größter Publikumserfolg) nach Berlin holte.
Unter Pabsts Regie spielte Louise Brooks die Lulu in der Frank-Wedekind-Verfilmung Die Büchse der Pandora (1929). Der Film erregte durch seine Freizügigkeit Aufsehen. So wurde darin unter anderem eine lesbische Beziehung dargestellt, was zur damaligen Zeit im Film unüblich war. Es folgte im gleichen Jahr – wieder unter Pabsts Regie – Tagebuch einer Verlorenen. Beide Filme wurden von der Filmkritik heftig angegriffen und von der Zensur stark verstümmelt. 1929 drehte Brooks in Frankreich unter der Regie von Augusto Genina Prix de beauté (Preis der Schönheit / Miss Europa). Begonnen als Stummfilm wurde Prix de beauté zum Tonfilm umgearbeitet.

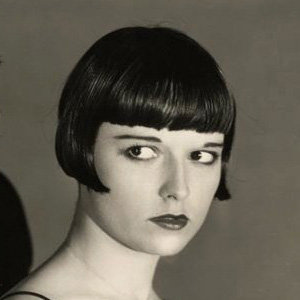
Louise Brooks, 1929

Zurück in den Vereinigten Staaten konnte die nur 1,57 Meter große Schauspielerin nicht mehr an ihre früheren Erfolge anknüpfen. Gründe dafür waren wohl ihre unangepassten Rollen, die sie in Europa verkörpert hatte, wie auch ihre vertraglichen Auseinandersetzungen mit Paramount. Von ihrer ehemaligen Produktionsfirma wurde fortan das Gerücht verbreitet, dass die Stimme von Brooks nicht für den Tonfilm geeignet sei. In der Folge erhielt sie nur noch wenige Rollen in einigen B-Filmen. Daraufhin kehrte sie Hollywood den Rücken, trat in Nachtclubs auf und arbeitete fürs Radio. 1933 heiratete sie den Millionär Deering Davis, trennte sich aber nach wenigen Monaten Ehe von ihm. Zwischen 1936 und 1938 spielte sie dann noch kleinere Rollen in vier Filmen, bevor sie als Verkäuferin nach New York ging und ihre Filmkarriere endgültig beendete.
Fast in Vergessenheit geraten, wurde Louise Brooks von französischen Filmhistorikern in den 1950er Jahren wiederentdeckt. Nachdem man eine Retrospektive ihrer Filme in der Cinémathèque Française gezeigt hatte, wurde sie zur Filmikone erklärt, deren Arbeit mit der von Marlene Dietrich und Greta Garbo vergleichbar sei. Dies führte auch zu einer Reputation in ihrem Heimatland, wo sie – ermutigt vom Filmkurator James Card – anfing zu schreiben. Es folgten schonungslose und teilweise reißerische Artikel über ihre eigene Karriere – das Starsystem in Hollywood, voller Klatsch und Tratsch über andere Filmstars, darunter Lillian Gish, Humphrey Bogart, Charlie Chaplin oder W. C. Fields. Brooks behauptete beispielsweise auch, sie habe eine Nacht mit Greta Garbo verbracht – eine unbeweisbare Aussage, zumal die für ihre Zurückhaltung bekannte Garbo nicht einmal mit Brooks befreundet war. Ihre gesammelten Aufsätze erschienen 1982 in dem Buch Lulu in Hollywood, das ein Überraschungserfolg auf den Bestsellerlisten wurde. Zu sehen war Louise Brooks in den 1960er und 1970er Jahren in einigen TV-Dokumentationen, in denen sie Interviews teilweise im Nachthemd gab. Bis zu ihrem Tod im Jahr 1985 lebte sie in Rochester im US-Bundesstaat New York.
Louise Brooks starb im Alter von 78 Jahren an einem Herzinfarkt.

## Nachwirkung
Posthum wurde Louise Brooks von der britischen Band OMD geehrt. Deren Single Pandora’s Box und das dazugehörige Video aus dem Jahr 1991 waren eine Hommage an den Stummfilmstar. Für das zugehörige Musikvideo wurden Ausschnitte aus dem Film Die Büchse der Pandora verwendet. Das Video erhielt sehr viel Airplay auf MTV Europe. Natalie Merchant widmete ihr 2014 den Song Lulu und das dazugehörende Musikvideo.
Ebenso wurde sie im Song A Fish Called Prince der Band Deine Lakaien im Zusammenhang mit Lillian Gish erwähnt.

## Filmografie

### Stummfilme
- 1925: The Street of Forgotten Men (nur fragmentarisch erhalten)
- 1926: Die schönste Frau der Staaten (The American Venus – verschollen, nur Trailer erhalten)
- 1926: A Social Celebrity (verschollen)
- 1926: Ein moderner Glücksjäger (It’s the Old Army Game) Regie: A. Edward Sutherland
- 1926: The Show Off
- 1926: Love Em and Leave ’Em – Regie: Frank Tuttle
- 1926: Just Another Blonde bzw. Girl from Coney Island (verschollen)
- 1927: Ein Frack, ein Claque, ein Mädel (Evening Clothes – verschollen)
- 1927: Rolled Stockings (verschollen)
- 1927: Now We’re in the Air (verschollen)
- 1927: Der Verbrecherkönig von Chicago (The City Gone Wild - verschollen)
- 1928: Blaue Jungs – blonde Mädchen bzw. In jedem Hafen eine Braut (A Girl in Every Port) Regie: Howard Hawks
- 1928: Beggars of Life – Regie: William A. Wellman
- 1929: Die Büchse der Pandora (Engl. Titel: Pandora’s Box) Regie: G. W. Pabst
- 1929: Die Stimme aus dem Jenseits (The Canary Murder Case) – Regie: Malcolm St. Clair/Frank Tuttle (später zum Tonfilm nachsynchronisiert)
- 1929: Tagebuch einer Verlorenen  – Regie: G. W. Pabst

### Tonfilme
- 1930: Miss Europa (Prix de Beauté) – Regie: Augusto Genina (TV-Titel: Preis der Schönheit)
- 1931: It Pays to Advertise – Regie: Frank Tuttle
- 1931: God’s Gift to Women – Regie: Michael Curtiz
- 1931: Windy Riley Goes Hollywood (Kurzfilm) – Regie: Roscoe „Fatty“ Arbuckle
- 1936: Empty Saddles – Regie: Lesley Selander
- 1937: When You’re in Love – Regie: Robert Riskin (kleine Nebenrolle – im Abspann nicht aufgeführt)
- 1937: King of Gamblers – Regie: Robert Florey (Szenen mit Brooks wurden herausgeschnitten und sind nicht erhalten)
- 1938: Gold in den Wolken (Overland Stage Raiders) – Regie: George Sherman, mit John Wayne in der Hauptrolle

### Dokumentarfilme
- 1984: Lulu in Berlin
- 1998: Louise Brooks: Looking for Lulu

## Werke
- Lulu in Hollywood. Alfred A. Knopf, New York 1982, ISBN 0-394-52071-8
- Lulu in Berlin und Hollywood. Schirmer/Mosel, München 1983, ISBN 3-88814-116-8